# Bruno Hauser
Bruno Hauser (* 18. Juli 1907 in Zell-Weierbach bei Offenburg; † 9. November 1965 im nordrhein-westfälischen Düren-Hoven) war ein deutscher Bildhauer, der mit Holz und Stein arbeitete.
Hauser war der Sohn eines Bahnbeamten. Er schloss die Realschule ab und absolvierte dann bei  Alfons Pittscheider in Offenburg seine Bildhauerlehre. Danach studierte er an der Kunstakademie in Karlsruhe. Nach dem Studium führten ihn ausgedehnte Reisen in die Türkei und nach Italien. In Rom wurde er bei der Ausstellung seiner Werke 1935 ausgezeichnet. Über Griechenland, Jugoslawien und Rumänien reiste er mit dem Holländer Wim Theunissen aus ’s-Hertogenbosch, den er auf seiner Reise kennengelernt hatte, bis nach Russland. Danach ließ er sich in Nijmegen in der Nähe seiner Schwiegereltern als freischaffender Künstler nieder. Seine Werke aus dieser Zeit sind in  mehr als 100 niederländischen Kirchen zu sehen. Hauser war seit deiner Zeit in den Niederlanden mit dem Maler Peter Royen lebenslang befreundet.
Nach dem Kriegsdienst im Zweiten Weltkrieg und anschließender Gefangenschaft bis 1946 zog er mit seiner Frau und den Kindern nach Hoven, weil er als Deutscher nicht in die Niederlande zurückkehren konnte.
Bruno Hauser arbeitete nur mit Hammer und Meißel bzw. Stechbeitel. Er schuf seine Werke ohne Vorlage oder Modell nur mit seiner Vorstellungskraft.

## Werk (Auswahl)
- Grablegung des hl. Josef in der Kirche St. Arnold in Arnoldsweiler, 1960
- Christuskorpus für die Pfarrkirche St. Martinus in D’horn, 1953  auf Schloss Merode erschaffen
- Pieta des St. Josefshauses in Huchem-Stammeln, 1954[1]